# نيلسون دي أرواخو
نيلسون دي أرواخو هو مترجم ومصور برازيلي، ولد في 4 سبتمبر 1926، وتوفي في 7 أبريل 1993.